# Aaron und Adam Nee
Aaron Nee und Adam Nee sind US-amerikanische Filmregisseure und Drehbuchautoren.

## Karriere

### Gemeinsame Arbeit
Obwohl die Brüder zeitweise getrennt arbeiten – Adam spielt und schreibt alleine oder mit anderen Autoren und Aaron führt Regie bei Dokumentarfilmprojekten und Werbespots – arbeiten sie bei Kurz- und Spielfilmen und Musikvideos für Bands zusammen. Ihr Spielfilm The Last Romantic machte Aaron und Adam Nee zu Gewinnern des Emerging Filmmakers Award beim 29. Starz Denver Film Festival. Das Festival beschrieb ihn wie folgt: „Dieser Film ist in seiner erzählerischen und visuellen Ästhetik ehrgeizig und außerdem das seltene Werk eines Debütfilmemachers, das sowohl sehr witzig als auch sehr klug ist“ und „von einem beeindruckenden und charmanten Kern getragen.“ Leistung sowie eine exzentrische und urkomische Nebenbesetzung.
Sie waren auch im Filmmaker „25 New Faces of Independent Film 2006“ zu sehen.
Eine frühere gemeinsame Arbeit von Aaron und Adam Nee war die Musik von ru(ok). Beide Brüder machen immer noch getrennt Musik und Aaron vertont viele der Projekte, die er produziert hat.
Im April 2018 wurde bekannt gegeben, dass Aaron und Adam Nee bei einem Reboot von Masters of the Universe Regie führen würden. Das Duo würde auch gemeinsam mit Dave Callaham das Drehbuch schreiben. Der Film sollte auf Netflix veröffentlicht werden und die Produktion sollte 2023 beginnen. Im Juli 2023 wurde jedoch bekannt gegeben, dass Netflix den Film abgesetzt hat, aber Mattel Films nach einem neuen Studio zum Kauf sucht. Stattdessen führen Aaron und Adam Nee bei einem Lego-Film Regie.
Zudem sollen die Brüder bei der Actionkomödie Calamity Hustle, mit Ryan Reynolds und Channing Tatum in den Hauptrollen, Regie führen. Die Brüder Nee schrieben auch das Drehbuch.

### Aaron Nee
Aaron Nee, der ältere Nee-Bruder, besuchte die University of Central Florida.  Aarons Arbeit als Kameramann in ihrem Debütfilm wurde als eine der schönsten DV-Kamera-Arbeiten im Independent-Film bisher bezeichnet. Aaron macht über seine Firma GROW LLC auch Bewegungsgrafiken und visuelle Effekte.

### Adam Nee
Der jüngere Nee-Bruder zog als junger Erwachsener nach New York City, um sich der Schauspielerei zu widmen, was eine Tagesarbeit an Fernsehprojekten wie Law & Order und Sex and the City mit sich brachte. Adam spielte 2006 in den Filmen The Last Romantic, Able Danger und South of Heaven, an der Seite von Aaron spielten er mit seinem Bruder die Charaktere Roy und Dale Coop. Er war von 2012 bis 2019 mit der Schauspielerin Allison Miller verheiratet.

## Filmografie (Regie und Drehbuch)
- 2006: The Last Romantic
- 2009–2012: Clark Kent Has a Dream (Webserie)
- 2009: Meiko: Boys with Girlfriends (Musikvideo)
- 2010: The Geniuses (Kurzfilm)
- 2015: Band of Robbers
- 2016: You Can Never Really Know Someone (Kurzfilm)
- 2022: The Lost City – Das Geheimnis der verlorenen Stadt (The Lost City)